# Burgus Pilismarót-Malompatak

Der Limes Pannonicus am Pilisgebirge

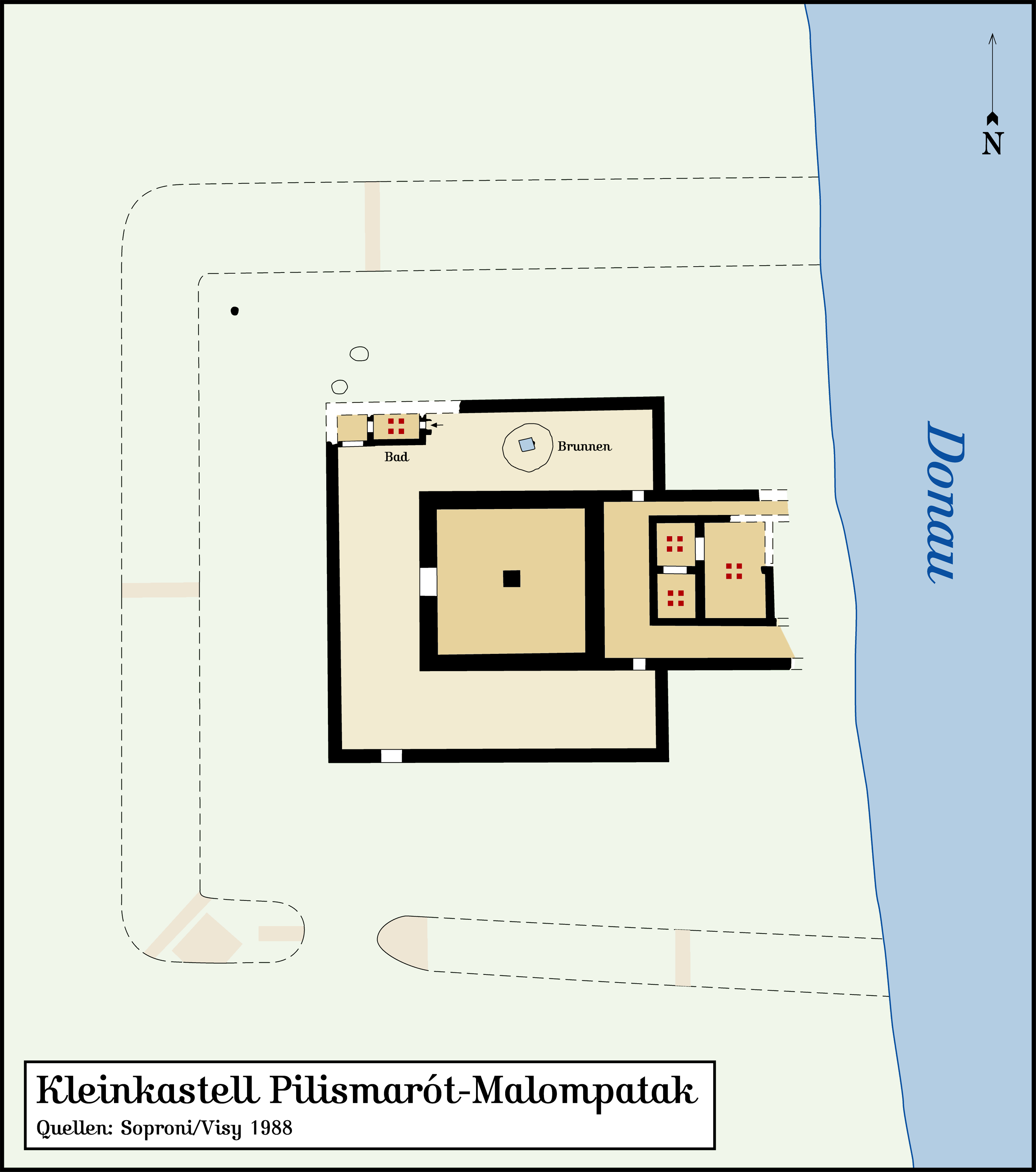
Das Kleinkastell nach den Forschungen von S. Soproni.

Der Burgus Pilismarót-Malompatak, deutsch Pilismarót-Mühlenbach, direkt am Donauufer gelegen, ist heute noch im Gelände sichtbar. Als spätrömischer Militärposten war er für die Überwachung eines Donauabschnitts des pannonischen Limes (Limes Pannonicus) zuständig. Der Strom bildete in weiten Abschnitten die römische Reichsgrenze. Heute liegt die insbesondere durch ihre spätantiken Keramikfunde bekannt gewordene Anlage auf der Gemarkung der Gemeinde Pilismarót im Komitat Komárom-Esztergom in Ungarn.

## Lage und Forschungsgeschichte
Die kleine Befestigung liegt kurz nach dem Beginn einer großen, nach Süden ausholenden Donauschleife am Westufer des Flusses. In ihrem Rücken steigt westlich und südlich das Pilisgebirge auf. Das heutige Dorf Pilismarót liegt etwas südwestlich. Hier lag, direkt an der Talsohle des Gebirges, das wesentlich größere Hilfstruppenkastell Castra ad Herculem. Nördlich der kleinen Anlage befindet sich heute eine Ansiedlung von Wochenendhäusern. Mit Castra ad Herculem war Pilismarót-Malompatak durch eine antike Straße verbunden. Der pannonische Donaulimes wird in der ungarischen Forschung häufig „Ripa“ (lateinisch für „Ufer“) genannt.
Die Donau-Fortifikation wurde von Sándor Soproni (1926–1995) im Jahr 1959 vollständig ausgegraben und erforscht.

## Baugeschichte
Während der Regierungszeit des in Pannonien geborenen Kaisers Valentinian I. (364–375) wurde dem wahrscheinlich noch aus dem späten 3. Jahrhundert stammenden Kastell Ad Herculem, das von je einer Einheit, Auxilia (Infanterie-Hilfstruppen) und Equites (Kavallerie) belegt gewesen ist, eine kleine, 29,70 × 37,40 Meter große, rechteckige Festung unmittelbar an der Donau vorgelagert. Diese gehörte zu einem umfangreichen Bauprogramm, das der Kaiser nach verheerenden Germaneneinfällen auflegte. Dazu zählten größere und kleinere Befestigungen (castra et castella) entlang der Reichsgrenzen an Rhein und Donau. Sie entstanden ab 369 am Hochrhein, an der Fernverbindung Brigantium (Bregenz) – Cambodunum (Kempten) – Caelius Mons (Kellmünz) sowie an der oberen und mittleren Donau. Die Umwehrung des quadratischen, genau in Nord-Süd-Richtung angelegten Burgus wird von einem 1,8 bis 2,3 Meter tiefen Graben umgeben, der die Mauer in einer Entfernung von 10,5 bis 13,5 Meter umlief und an der Südseite, nahe seiner Südwestecke, aussetzte. Dieser Graben ist mit Teilen des Burgus im Osten von der Donau abgeschwemmt worden. Fast gegenüber dem Grabenübergang befand sich in der Wehrmauer ein kleiner, türgroßer Einlass. Die Mitte der Festung wurden von einem mächtigen quadratischen Turm mit den Innenmaßen 12,35 × 12,25 Meter dominiert, dessen 1,4 Meter starke Grundmauern ergraben werden konnten. Sein Zugang befand sich ebenerdig an der Westseite. An ihrer Ostseite war die Wehrmauer mittig geöffnet. Hier trat ein Anbau heraus, der mit seiner Umwehrung ein beheizbares Wohngebäude umschloss, von dem noch drei Räume erhalten waren. Den Rest hatte die Donau fortgespült.
Im Inneren des Burgus wurde an der Nordwestecke ein an der Wehrmauer errichtetes kleines Gebäude aufgedeckt, das zwei Räume besessen hat. Der Ausgräber identifizierte es als Bad. Der westliche Raum (2,37 × 2,32 Meter) konnte nicht beheizt werden. Dieser Raum wurde im Süden durch einen rund 1,42 Meter breiten Eingang betreten. Im Anschluss gelangte man in den mittels Hypokaustanlage beheizbaren zweiten Raum (2,25 × 3,92 Meter), im östlichen Teil befand sich das Präfurnium. Die Heizraumsohle lag etwa 0,70 m unter dem heutigen Bodenniveau. Die Wasserzufuhr erfolgte wohl mit einem Eisenrohr, das durch einen östlich des Badegebäudes liegenden Brunnen gespeist wurde.
Im 9. Jahrhundert war die Wehranlage möglicherweise schon so stark verfallen, dass sie keinen Anreiz für eine Wiederbesiedlung mehr bot.

## Fundgut
Als Fundmaterial traten neben Militaria, wie eine Bronzeblechfibel, unter anderem Münzen der Kaiser Konstantinus II. (337–360), Valentinian I. (2 Stück) und des Gratian (367–383) auf. Daneben wurden die für eine zeitliche Einordnung interessanten Ziegelstempel des Frigeridus dux sowie der Tribunen Terentianus und Olimpus entdeckt. Funde, beispielsweise von zwei Burgi zwischen Pilismarót und dem Kastell Visegrád–Sibrik legen nahe, dass Frigeridus zwischen 371 und 373 n. Chr. das Amt des Dux Valeriae ripensis in der Provinz Valeria übernahm.
Als weiteres wichtiges Fundgut konnte unter anderem eingeglättete nachvalentinianische Keramik in Vergesellschaftung mit glasierten Waren geborgen werden. Beide Keramikarten stammen aus zwei späten, runden Brennöfen, welche sich im Nordteil des Kleinkastells befanden und nach Soproni gleichzeitig hergestellt wurden. Das gemeinsame Vorkommen von eingeglätteten und glasierten Stücken ist für viele spätrömische Siedlungsplätze und Gräberfelder in Ungarn charakteristisch. Während die in Pilismarót nachgewiesene Einglättkeramik jedoch eindeutig der Spätzeit zugeordnet werden kann, sind die allgemeinen Diskussionen um eine genaue Altersbestimmung der einglättverzierten Ware noch im Gange, da diese Produkte insgesamt bereits in die erste Hälfte des 4. Jahrhunderts datieren. Der Unterschied zwischen den frühen und späten Stücken lässt sich an ihrer Herkunft ausmachen. Anfangs zeigt sich noch provinzialrömisches Formengut, die anschließenden Stücke, ab 430/435, tragen dagegen in Dekor und Form eine ganz eigene Handschrift, deren Ursprung bisher unbekannt ist. Mehrere Völker in einem sehr großen Kulturraum haben in der römischen Spätzeit vom 4. bis 5. Jahrhundert die Mode der eingeglättete Keramik aufgegriffen. Daher sind heute die Theorien über eingeglättete Keramik vielfältig und sehr umstritten. Frühere Werke, wie die von Herbert Mitscha-Märheim, in denen noch von reiner sogenannter Foederatenkeramik gesprochen wird, gelten als überholt. Somit ist auch die in der Vergangenheit mehrfach wiederholte Überlegung, dass germanische foederati die Brennöfen in Pilismarót-Mühlenbach betrieben hätten, zumindest strittig. Als Foederati bezeichnet die Forschung zumeist germanische Söldner, denen in der Spät- und Endzeit des Limes vielfach die Grenzsicherung oblag. Mit dem Fundgut lässt sich trotzdem belegen, dass noch um 420 Soldaten im Kleinkastell wohnten.

## Denkmalschutz
Die Denkmäler Ungarns sind nach dem Gesetz Nr. LXIV aus dem Jahr 2001 durch den Eintrag in das Denkmalregister unter Schutz gestellt. Zuständig ist das Staatliche Amt für das Kulturelle Erbe (Kulturális Örökségvédelmi Hivatal; KÖH) in Budapest. Der Burgus Pilismarót-Malompatak sowie alle anderen Limesanlagen gehören als archäologische Fundstätten nach § 3.1 zum national wertvollen Kulturgut. Alle Funde sind nach § 2.1 Staatseigentum, egal an welcher Stelle der Fundort liegt. Verstöße gegen die Ausfuhrregelungen gelten als Straftat bzw. Verbrechen und werden mit Freiheitsentzug von bis zu drei Jahren bestraft.